# Итал
Итал (др.-греч. Ίταλος) — царь энотров, именем которого, по преданию, названа Италия. 
Он покорил землю между Напетинским и Скиллетинским заливами. Его статуя из кедра стояла во дворце Латина в Лавренте. Согласно Фукидиду, один из царей сикулов, по имени которого названа Италия.
Согласно Аристотелю, Итал превратил свой народ из кочевого в осёдлый. Также он установил новые законы и обычай сисситии.
Дионисий Галикарнасский упоминает, что некоторые уверяли, будто бы он был мужем Левкарии, дочери Латина, и отцом Рома, основателя Рима. Адольф Кисслинг приводит другое прочтение имени жены Итала — Электра, дочь Левкра.
По Плутарху, некоторые рассказывают, что их ребёнком была дочь Рома — жена Энея или Аскания. 